# Sonderwaldreservat Plontabuora

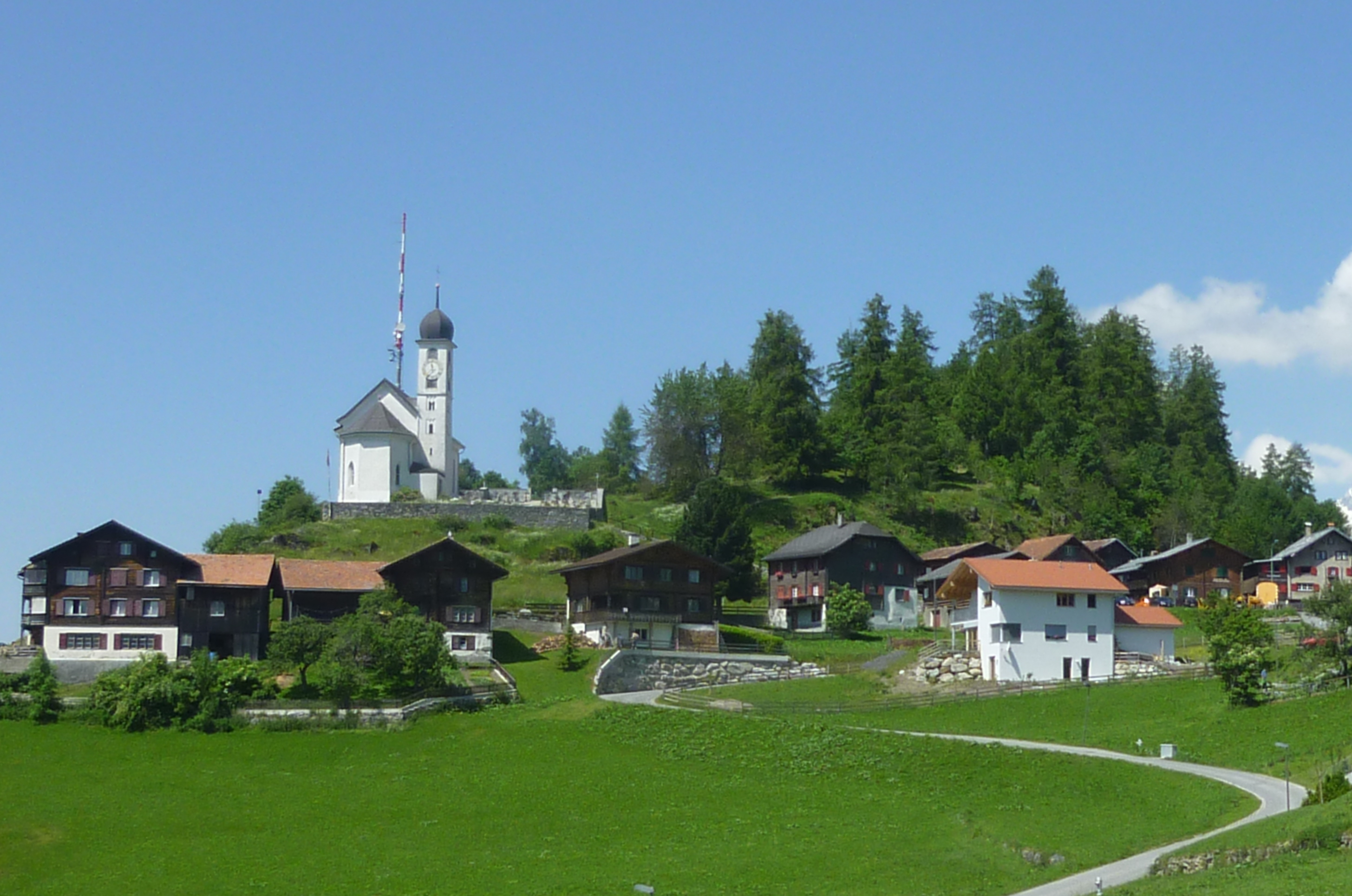
Collina Plontabuora

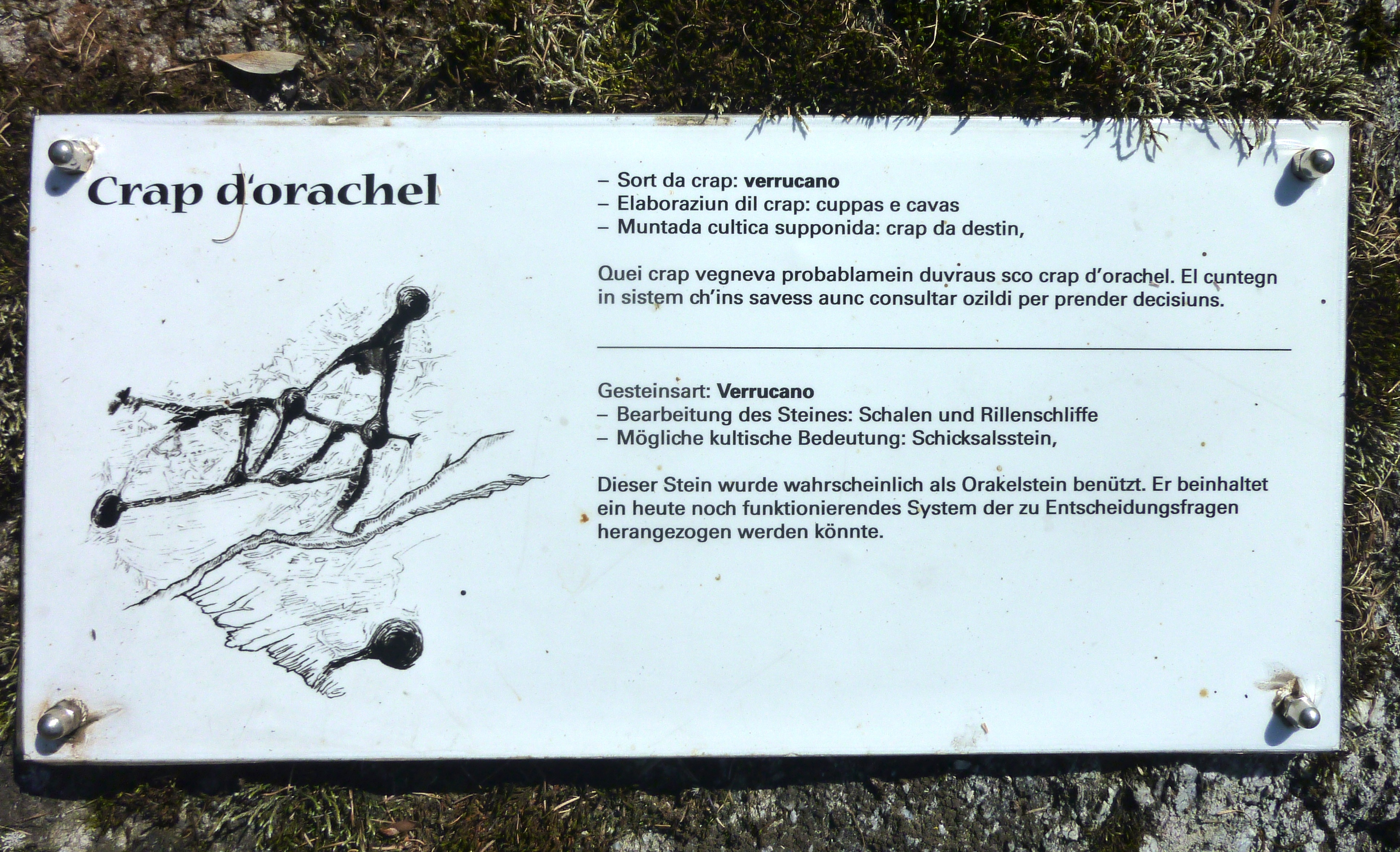
Hinweisschild an einem der Schalensteine von Plontabuora

Das Sonderwaldreservat Plontabuora ist ein Naturschutzgebiet (Waldreservat) auf dem Territorium der Gemeinde Ilanz/Glion in der Surselva im Kanton Graubünden, Schweiz.

## Lage
Das Sonderwaldreservat Plontabuora umfasst eine Fläche von 33 Hektar und liegt südwestlich des Dorfes an der Collina Plontabuora, einem Hügel aus Ilanzer Verrucano, im steil gegen den Vorderrhein abfallenden Berghang.
Der Wald ist einer der am höchsten gelegenen Mischwälder aus Traubeneichen und Lärchen in Europa.  Die vor langer Zeit von Menschen angepflanzten Lärchen lassen mit ihren feinen Nadeln genügend Sonnenlicht passieren und wirken trotzdem bei grosser Hitze wie ein Sonnenschirm, der Pflanzen und Tiere schützt.

## Biodiversität
Das Gebiet zeichnet sich durch eine ausserordentlich hohe Biodiversität aus und beherbergt mehr als 500 zum Teil selten gewordene Tierarten, darunter Hirschkäfer,  Wiedehopf und Grünspecht. Zudem bietet der Wald Lebensraum für zahlreiche weitere Tiere; unter ihnen Eulen, Greifvögel, Fledermäuse, Hirsche und Rehe. Bis 1980 wurde der Wald traditionell beweidet, durch Schafe, Ziegen und Kühe. Die Weiden gingen zurück, der Wald verbuschte zusehends. 1996 begannen sich die Bauern dagegen zur Wehr zu setzen. Jetzt beweiden schottische Hochlandrinder das Gebiet. Diese fressen auch verholzte Pflanzen und helfen mit, die Weiden offen zu halten.

## Erschliessung
Durch das Reservat führt ein markierter Rundweg. Er beginnt hinter der Kirche oberhalb des Fernsehturmes und ist in etwa einer halben Stunde gut begehbar. An seinem tiefsten Punkt liegt ein Spiel- und Picknickplatz mit Feuerstelle und Tischen.
Im obersten Teil des Waldes liegen die Schalensteine von Plontabuora. Zuoberst auf der Collina Plontabuora stehen die Ruinen der Burg Frauenberg.
2010 erhielt Ruschein für seine seit 2005 andauernden Schutzbemühungen den Pro-Quercus-Preis des gleichnamigen Vereins (deutsch: "für die Eiche").

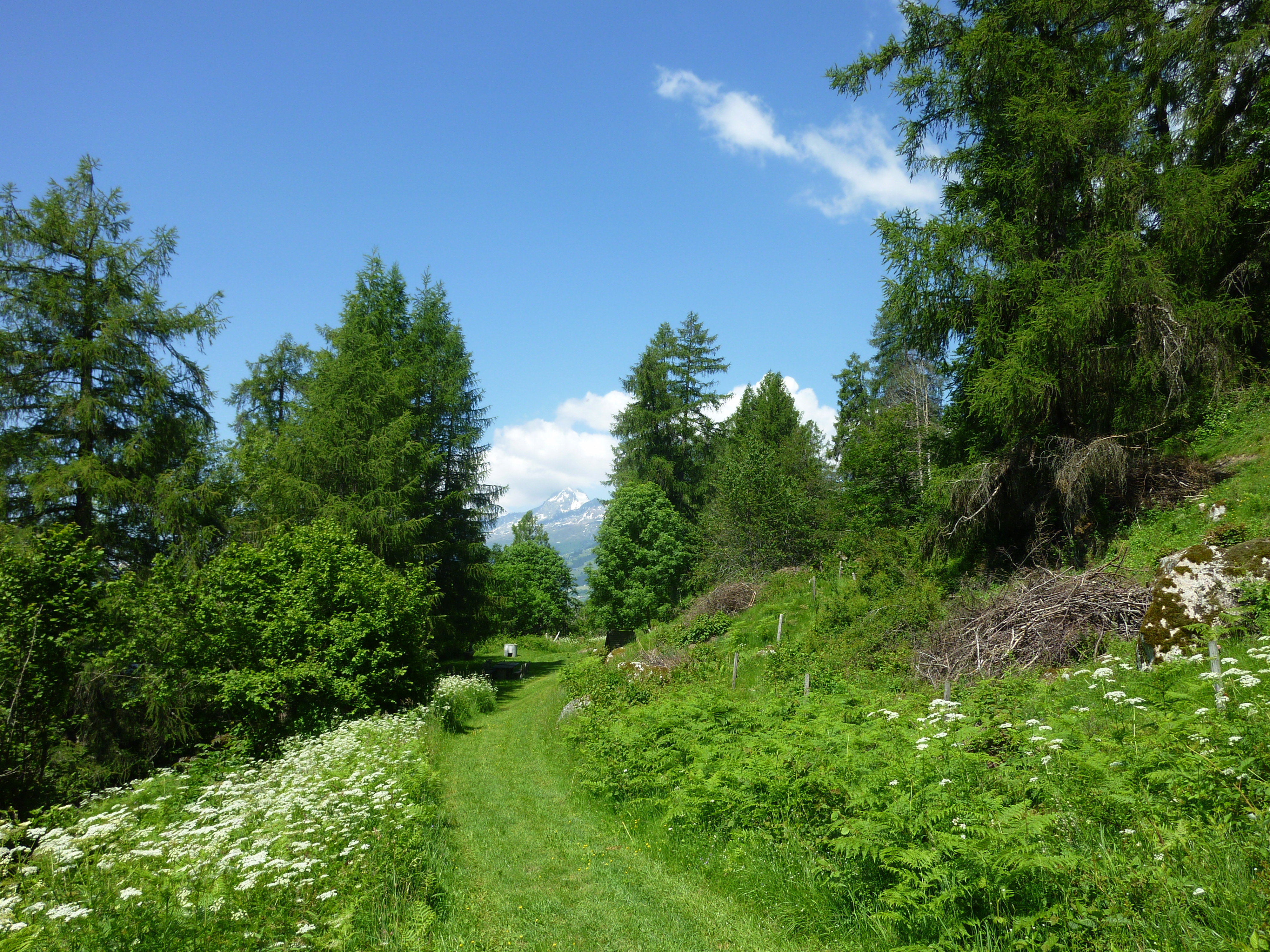
Weg zum Picknickplatz
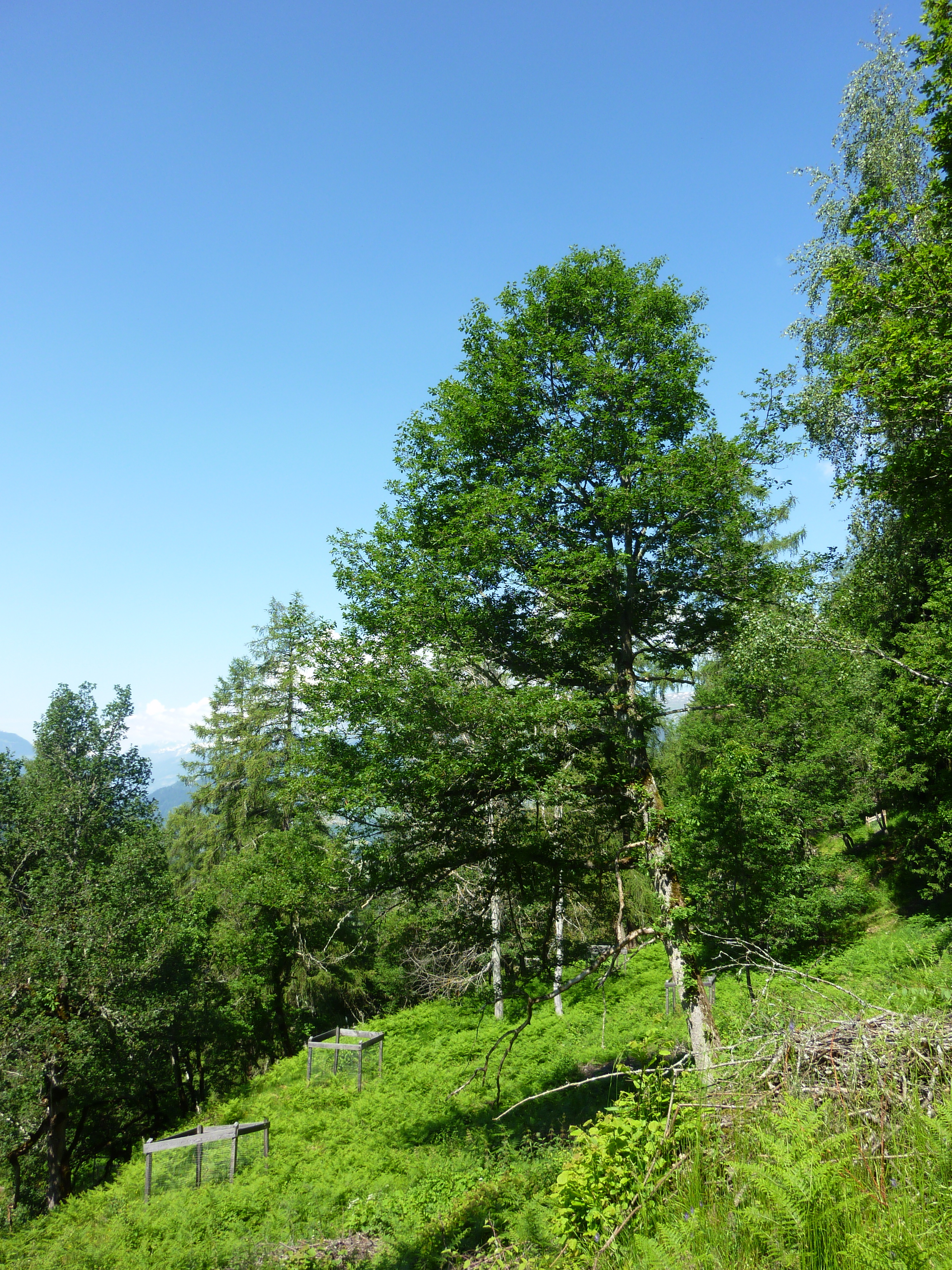
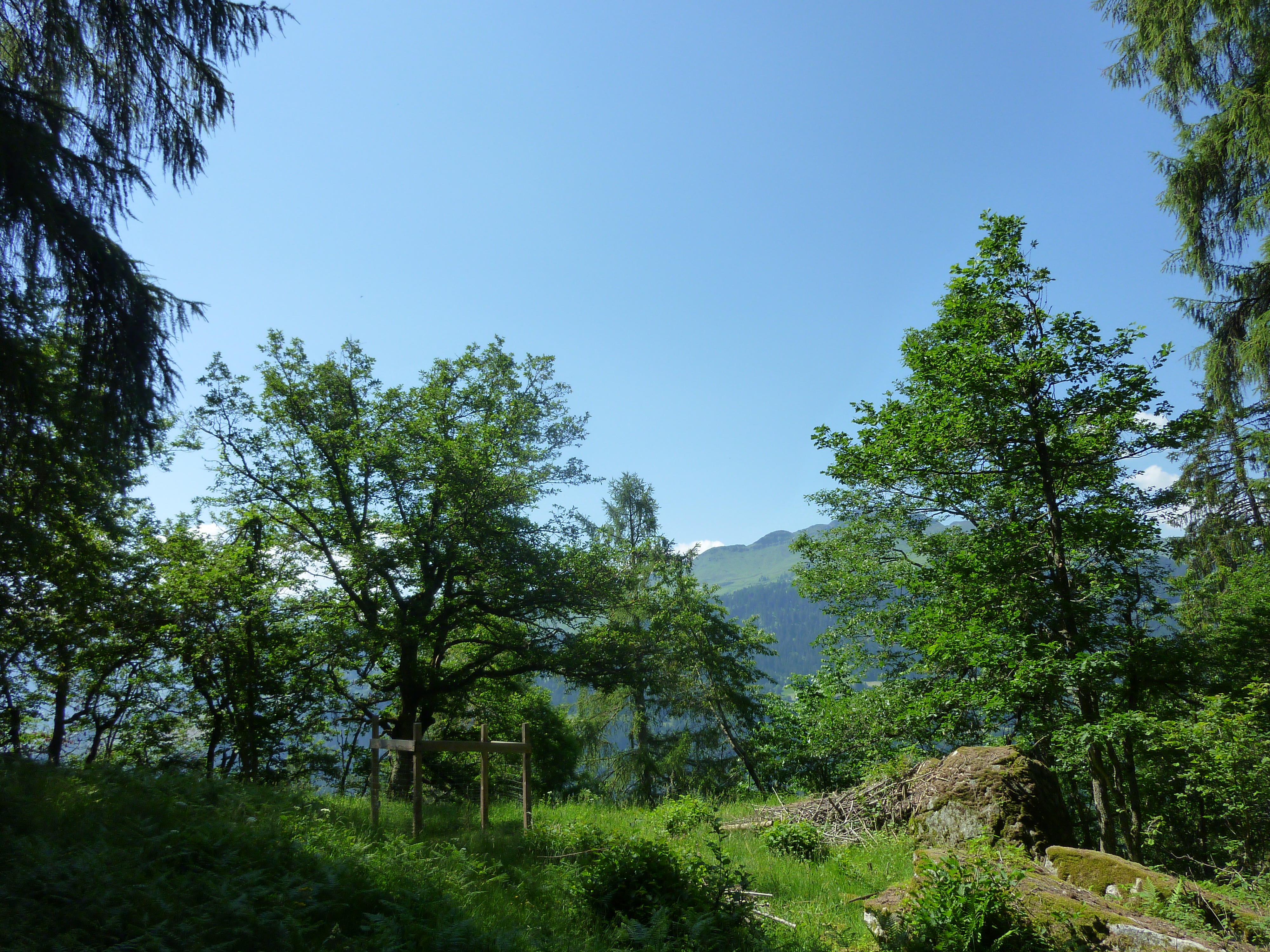
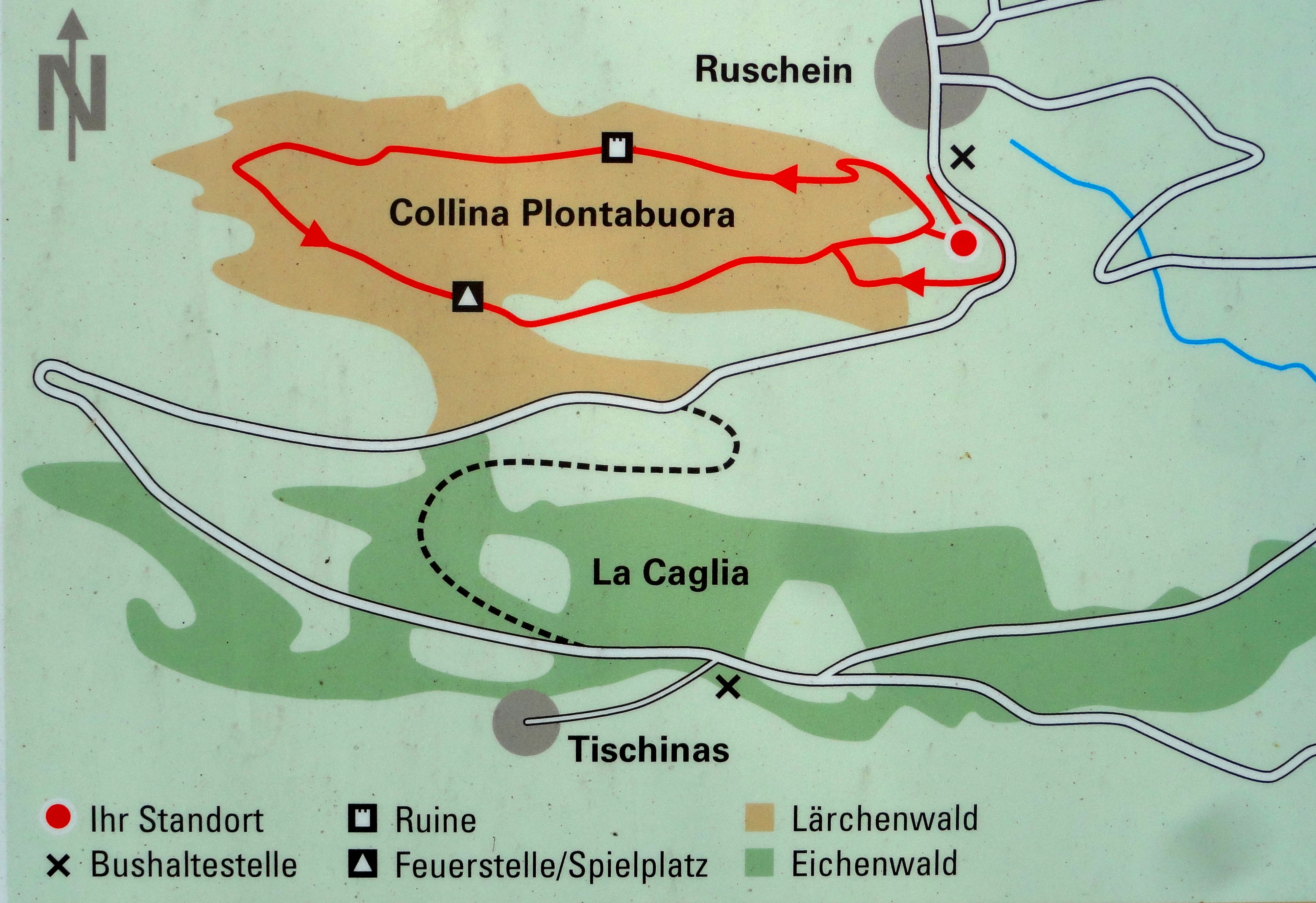
Infotafel in Ruschein